# Пальвиль
Пальви́ль (фр. Palleville, окс. Palavila) — коммуна во Франции, находится в регионе Юг — Пиренеи. Департамент — Тарн. Входит в состав кантона Пастель. Округ коммуны — Кастр.
Код INSEE коммуны — 81200.

## География
Коммуна расположена приблизительно в 600 км к югу от Парижа, в 50 км восточнее Тулузы, в 50 км к югу от Альби.

## Климат
Климат умеренно-океанический. Зима мягкая и дождливая, лето жаркое с частыми грозами. Ветры довольно редки.

## Население
Население коммуны на 2010 год составляло 424 человека.
| 1962 | 1968 | 1975 | 1982 | 1990 | 1999 | 2010 |
| ---- | ---- | ---- | ---- | ---- | ---- | ---- |
| 245  | 232  | 254  | 212  | 256  | 273  | 424  |

## Администрация
| Период | Период | Фамилия         | Партия | Примечания |
| ------ | ------ | --------------- | ------ | ---------- |
| 2001   | 2008   | Жан-Клод Бело   |        |            |
| 2008   | 2010   | Бернар Маршизон |        |            |
| 2010   | 2020   | Жан-Клод Фортье |        |            |

## Экономика
В 2007 году среди 265 человек в трудоспособном возрасте (15—64 лет) 206 были экономически активными, 59 — неактивными (показатель активности — 77,7 %, в 1999 году было 74,3 %). Из 206 активных работали 194 человека (98 мужчин и 96 женщин), безработных было 12 (8 мужчин и 4 женщины). Среди 59 неактивных 28 человек были учениками или студентами, 11 — пенсионерами, 20 были неактивными по другим причинам.

## Достопримечательности
- Замок Ластузей (XV век). Исторический памятник с 1999 года.[4]